# بروس جورج بيتر لي
بروس جورج بيتر لي (بالإنجليزية: Bruce George Peter Lee)‏ هو قاتل متسلسل بريطاني، ولد في 31 يوليو 1960 في مانشستر في المملكة المتحدة.